# Конголли
Конголли́ (лат. Pseudaphritis urvillii) — эвригалинная (морская и пресноводная) донная лучепёрая рыба из семейства конголлиевых (Pseudaphritidae) отряда окунеобразных (Perciformes). Единственный вид одноименного рода (Pseudaphritis) и семейства. Впервые был описан как Aphritis urvillii в 1832 году французским зоологом и ихтиологом Ашилем Валансьеном (фр. Achille Valenciennes; 1794—1865). Вид был назван в честь французского мореплавателя Жюля Себастьена Дюмон-Дюрвиля (1790—1842), командовавшего кругосветной экспедицией на корвете «Астролябия» (l’Astrolabe) (1826—1829), на котором и была доставлена в Францию новая рыба. Русское название вида образовано от английского названия (kongolli), которое в свою очередь произошло от одного из местных австралийских (аборигенных) названий этой рыбы. Ранее вид относили к семейству бовихтовых (Bovichtidae).
Конголли является одним из объектов неспециализированного рекреационного рыболовства удебной снастью в пресных водоёмах Юго-восточной Австралии. По своему образу жизни, особенностям распространения и происхождения эта небольшая рыба является уникальной и одной из самых примитивных рыб подотряда нототениевидных. Конголли — периантарктический вид, вытесненный за миллионы лет эволюции на периферию автохтонного антарктического ареала нототениевидных в Юго-восточную Австралию и Тасманию. Подобный тип распространения свидетельствует об общих австрало-антарктических корнях фауны рыб, свойственной древнему южному суперконтиненту Гондване в эпоху её фрагментации около 75—50 млн лет назад. Эвригалинные представители этого вида на разных этапах своего жизненного цикла обитают в различных по солёности водоёмах и для нереста совершают катадромные миграции из пресных вод в морские.

## Характеристика конголли
Тело удлинённое, низкое, почти цилиндрическое в поперечном сечении, покрытое чешуёй. Голова и рыло умеренной длины, голова несколько уплощена дорсовентрально, рыло заострённое. Рот большой, конечный, задний край верхней челюсти простирается до вертикали, проходящей перед зрачком; нижняя челюсть несколько выдаётся вперёд. Зубы имеются на челюстях, а также на нёбных костях. Глаза небольшие, расположенные у самого верхнего контура головы. На крышечной кости имеется слабы шип. Жаберные мембраны не приращены к истмусу. Два невысоких спинных плавника, разделённых небольшим междорсальным пространством. В первом, более коротком спинном плавнике, колючие лучи, во втором, довольно длинном плавнике — лучи членистые. Анальный плавник длинный, немного больше второго спинного плавника, расположен почти симметрично под вторым спинным плавником. Хвостовой плавник слабо закруглённый или усечённый. Боковая линия одна.
Общая окраска желтовато-бурая с более тёмной спиной и серебристо-белой брюшной стороной. На боках, вдоль срединной миосепты проходит продольная тёмная или черноватая полоса, нередко фрагментированная на отдельные пятна. Все плавники светлые, прозрачные.

## Распространение
Конголли обитают в условиях умеренного климата Юго-восточной Австралии и Тасмании. Распространены в низовьях ручьёв и речек со слабым течением, а также в озёрах, эстуариях и прибрежных морских водах.

## Размеры
Рыбы средней и небольшой длины, с хорошо выраженным половым диморфизмом в размерах — самки достигают общей длины 34—36 см, самцы — 17 см.

## Образ жизни
Донная рыба, которая часто закапывается в мягкий грунт. По характеру питания характеризуется как преимущественный хищник-бентофаг. Питается насекомыми, ракообразными, моллюсками, червями и мелкой рыбой.
Нерест происходит в осенне—зимний период на мелководьях эстуариев среди водной растительности. Для размножения самки, обитающие бо́льшую часть года в пресных водах, в конце апреля—сентябре совершают нерестовые миграции в солоноватоводные эстуарии и прибрежные морские воды. Взрослые самцы, вероятно, постоянно обитают в эстуариях и морской воде. Обратная миграция взрослых рыб и молоди из эстуариев в реки происходит в весенне-летний период — в октябре—феврале.